# Otto (Meißen)

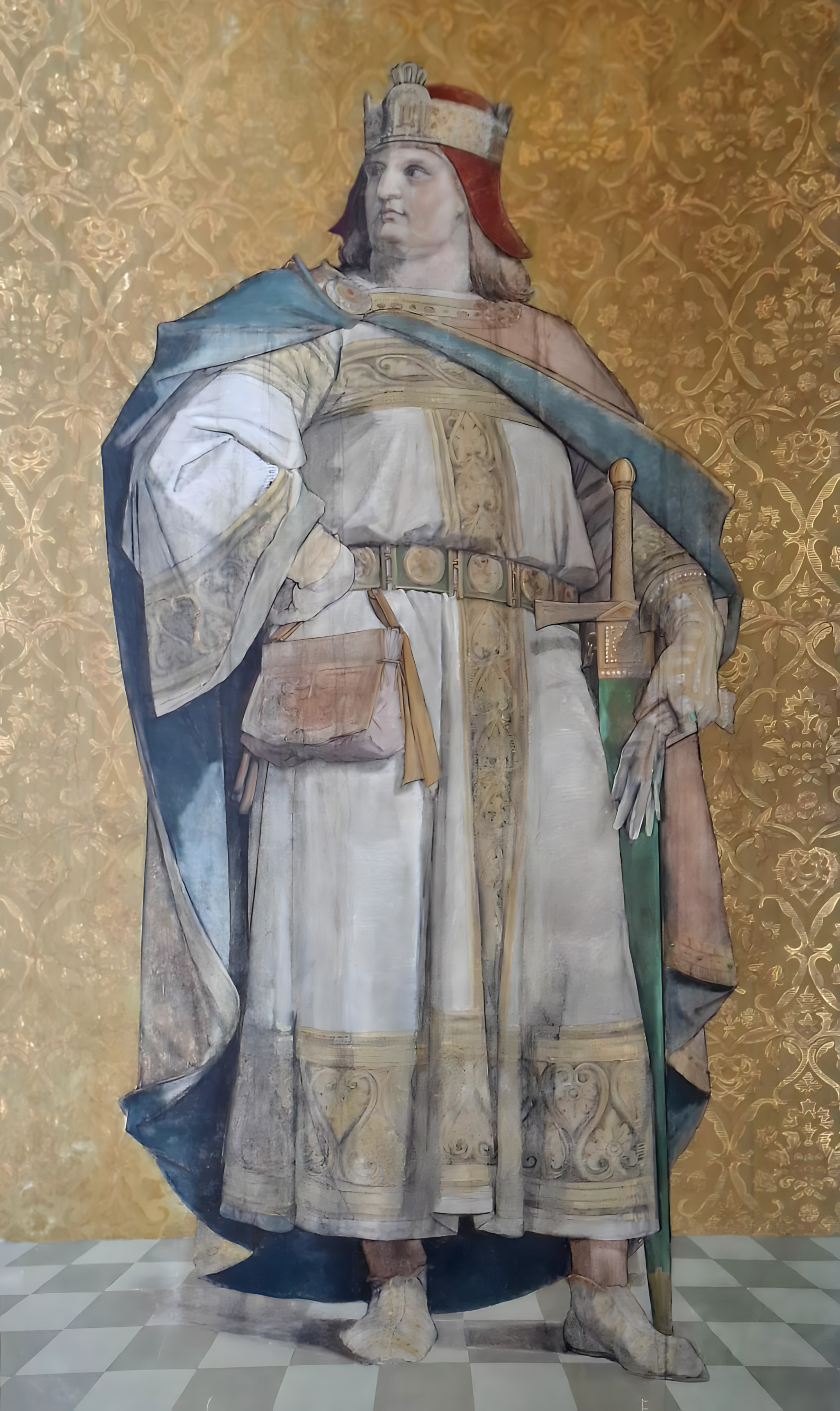
Otto der Reiche. Wandmalerei von Anton Dietrich (1833–1904) in der Albrechtsburg in Meißen.

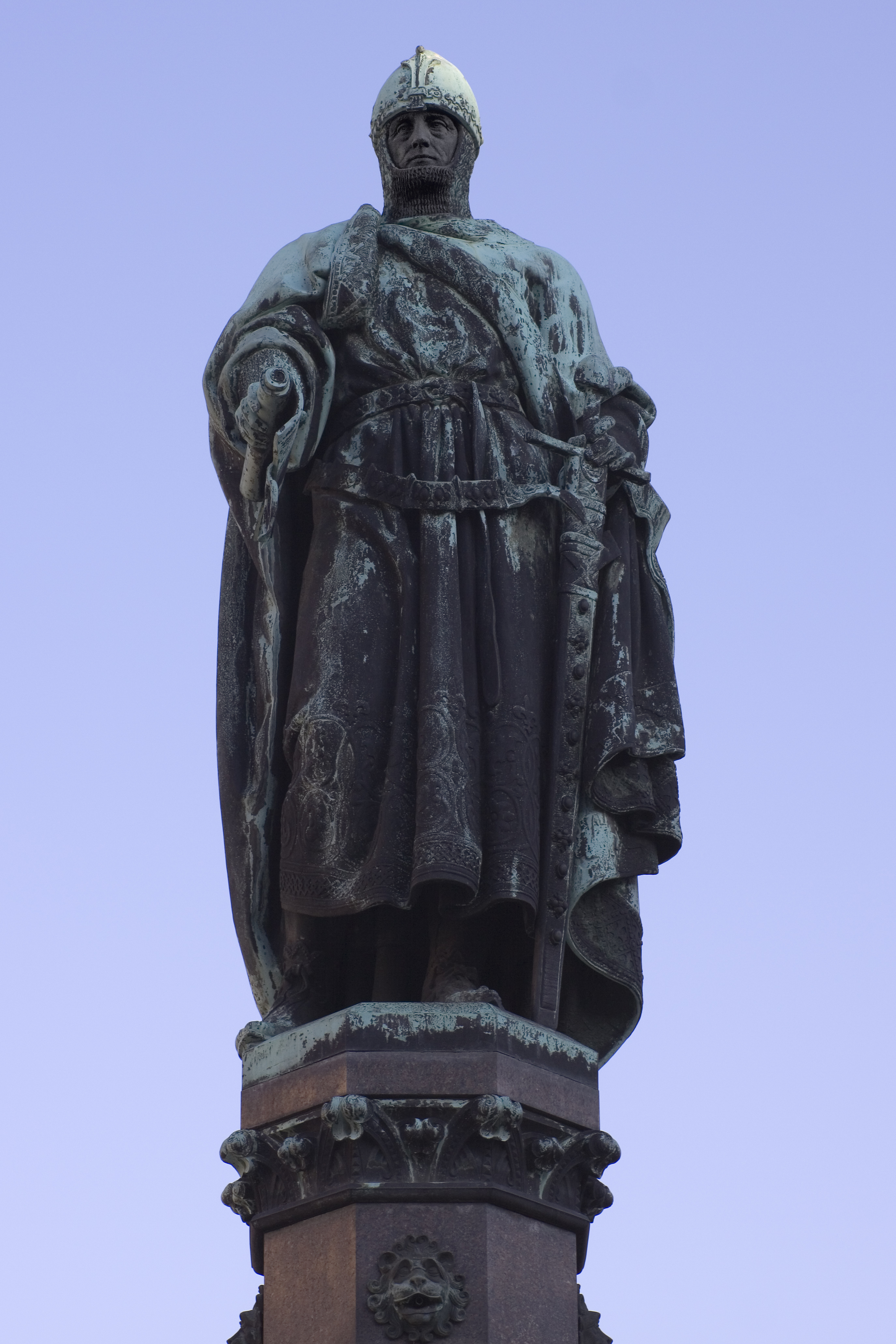
Otto der Reiche auf dem Brunnendenkmal des Freiberger Obermarktes

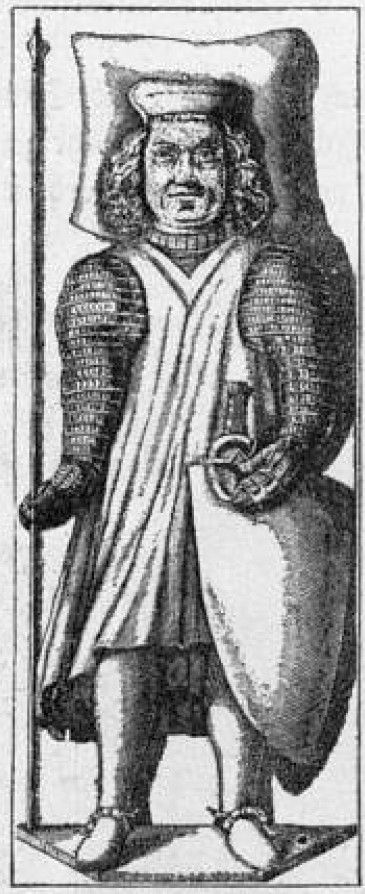
Grabstein Ottos des Reichen im Kloster Altzella

Otto der Reiche (* 1125; † 18. Februar 1190) aus dem Hause der Wettiner war von 1156 bis 1190 Markgraf von Meißen. Er war der älteste Sohn Konrads I., des Großen, von Meißen und der Ostmark/Lausitz und Luitgarts von Ravenstein.

## Name
Sein Beiname der Reiche ist nicht zeitgenössisch. Zu Ottos Lebzeiten galt der Großvater seiner Frau, Herzog Otto von Ballenstedt als Otto der Reiche. Erst Jahrhunderte später erhielt er, wegen der reichen Silberfunde bei Freiberg, diesen Beinamen.

## Leben
Ottos Vater, Konrad I., verzichtete im November 1156 auf Druck Kaiser Friedrich Barbarossas auf seine Herrschaftsrechte und ging ins Kloster. Die folgende Länderteilung führte zu einer Aufsplitterung der wettinischen Macht in fünf Linien.
- Otto, der das ganze Erbe seines Vaters beansprucht hatte, bekam nur die Mark Meißen, verlor das Bautzener Land an das Königreich Böhmen und einiges mehr.
- Seine Brüder Dietrich und Dedo erhielten die Ostmark/Lausitz sowie die Grafschaft Groitzsch-Rochlitz.
- Die beiden Jüngsten Heinrich und Friedrich mussten sich mit kleineren Gebieten, den Grafschaften Wettin und Brehna zufriedengeben.

Politisch hatte Otto keine besonders glückliche Hand: Das Verhältnis zum römisch-deutschen Herrscher blieb kühl. Dem Auf- und Ausbau des Pleißenlandes durch kaiserliche Lehns- und Dienstmannen um Altenburg, Chemnitz und Zwickau konnte er wenig entgegensetzen. Im Osterzgebirge und am Dresdner Elbübergang zog er gegen die königlichen Burggrafen von Dohna den Kürzeren.
Er nahm 1179–1181 an der Seite seines Verwandten, des Magdeburger Erzbischofs Wichmann und seiner Brüder an den Kämpfen gegen den Sachsenherzog Heinrich den Löwen teil, profitierte dann aber nicht von dessen Niederlage.
Erfolge verzeichnete er im inneren Ausbau seiner Besitzungen, wo er u. a. Bauern im Erzgebirgsvorland ansiedelte. Zwischen 1156 und 1170 verlieh er dem Ort Leipzig als erstem in der Mark Meißen das Stadtrecht. Im Jahr 1176 gründete er die Kirche St. Nicolai als zweite Stadtkirche Leipzigs.
Um 1168 wurde im Gebiet des von Otto gestifteten Klosters Altzella in der Nähe des jetzigen Nossen an der Freiberger Mulde Silber gefunden. Es gelang ihm, vom Herrscher mit dem Bergregal belehnt zu werden. Dies sicherte ihm das Recht auf Abbau aller Bodenschätze in seiner Markgrafschaft. An der Fundstelle entstand Freiberg, das sich bald zur bedeutendsten Bergstadt im Meißner Land entwickelte. Die reichen Freiberger Silbervorkommen zogen die Gründung der Freiberger und Leipziger Münze durch den Markgrafen nach sich, belegt durch die repräsentativen Brakteaten Ottos.
Sein Lebensende wurde von einem schweren innerfamiliären Erbstreit überschattet. Die Absicht, entgegen vorheriger Absprachen, seinen jüngeren Sohn Dietrich zu bevorzugen, veranlasste den älteren Albrecht zur Gefangennahme Ottos. Albrecht wurde dabei von seinem Onkel Dedo, Markgraf der Ostmark/Lausitz, und dessen Sohn Konrad unterstützt. Auf Befehl des Kaisers Friedrich I. Barbarossas musste Otto zwar wieder freigelassen werden, der Ansehensverlust der Familie aber war immens und führte schon 1195 zur Katastrophe.

## Grablege

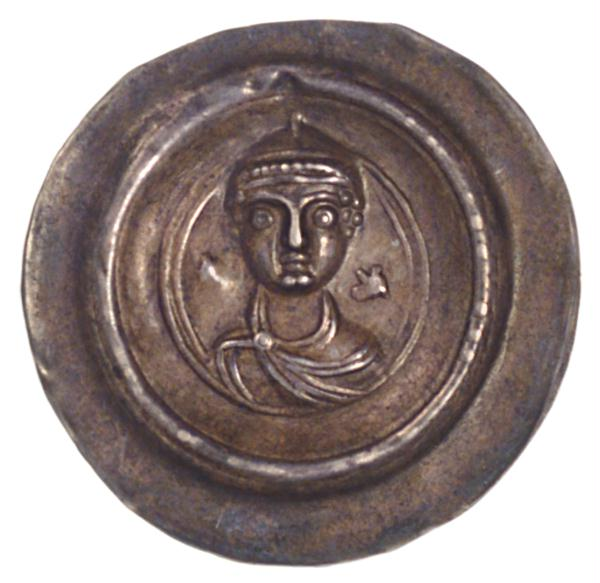
Brakteat Ottos, Meißen um 1156

Die Gebeine des Markgrafen Otto der Reiche waren einst im Hohen Chor des Hausklosters der Meißner Wettiner, in der Stiftskirche Altzella, bestattet. Markgraf Friedrich II., der Ernsthafte, ließ sie im Jahr 1340 in eine eigene Begräbniskapelle verbringen, die 1599 abbrannte. 1787 veranlasste Kurfürst Friedrich August III. die Neuerrichtung der Kapelle zum Gedenken an seine Vorfahren. 1983 wurden die Grabplatten Ottos des Reichen, seiner Gemahlin Hedwig von Meißen und beider Söhne am ursprünglichen Ort im Chor der Stiftskirche wieder im Boden eingelassen.

## Nachkommen
1147 heiratete Otto Hedwig († 1203), eine Tochter des Markgrafen von Brandenburg Albrecht der Bär. Aus dieser Ehe stammten:
- Albrecht der Stolze (1158–1195)
- Adelheid (1160–1211), verheiratet mit Ottokar I. Přemysl, König von Böhmen
- Dietrich der Bedrängte (1162–1221)
- Sophia, verheiratet mit Udalrich II., Herzog von Mähren